# Septoria astrapaeae
Septoria astrapaeae är en svampart som beskrevs av Crié 1874. Septoria astrapaeae ingår i släktet Septoria och familjen Mycosphaerellaceae.   Inga underarter finns listade i Catalogue of Life.